# Erik Derycke
 (juin 2019).
Si vous disposez d'ouvrages ou d'articles de référence ou si vous connaissez des sites web de qualité traitant du thème abordé ici, merci de compléter l'article en donnant les références utiles à sa vérifiabilité et en les liant à la section « Notes et références ».
Erik A.N. Derycke, né à Waregem le 28 octobre 1949 est un homme politique belge membre du sp.a).
Eric Derycke fut secrétaire d'État dans le gouvernement Martens VIII.
Erik Derycke fut ministre des Affaires étrangères dans le gouvernement Dehaene II. Louis Michel lui succèdera en 1999.
Il siégea pendant la 47e législature de la Chambre des représentants.
Il fut nommé juge à la Cour constitutionnelle.